# 小行星25426
小行星25426（25426 Alexanderkim）是一颗绕太阳运转的小行星，为主小行星带小行星。该小行星于1999年11月19日发现。

## 轨道参数
小行星25426的轨道半长轴为337 610 698 km，2.2567560 UA，离心率为0.103。